# Kepa Blanco
Kepa Blanco González (* 13. Januar 1984 in Marbella) ist ein ehemaliger spanischer Fußballspieler, der zuletzt bei CD Guadalajara in der spanischen Segunda División spielte.

## Spielerkarriere

### Sevilla und West Ham
Der gebürtige Andalusier Kepa Blanco stammt aus der Jugend des FC Sevilla, für den er zunächst in der 2. Mannschaft, später auch in der ersten Elf auflief. Für die Rückrunde 2007/2008 war der talentierte Stürmer an den englischen Premier League – Verein West Ham United ausgeliehen, bei dem er sich allerdings nicht durchsetzen konnte. Am Ende der Leihe standen für Kepa gerade einmal acht Einsätze zu Buche. Kurioserweise erzielte er in seinem Liga-Debüt für West Ham bereits nach 70 Sekunden mit seinem ersten Ballkontakt ein Tor gg. den FC Liverpool am 30. Januar 2007.

### Spätere Karriere
Im Juli 2007 unterschrieb Kepa einen Vier-Jahres-Vertrag beim FC Getafe, der allerdings eine Rückkauf-Option für den FC Sevilla für die Jahre 2008 bzw. 2009 vorsah. Im Sommer 2010 wechselte er zu Recreativo Huelva in die Segunda División, nachdem er in den Spielzeiten 2008/09 und 2009/10 kaum zum Einsatz gekommen war.
Nach einer Saison in der zweiten Liga bei CD Guadalajara, wo er ebenfalls wenig zum Einsatz kam und den Abstieg der Mannschaft hinnehmen musste, und einem Jahr der Inaktivität zog sich der 30-jährige Kepa 2014 aus dem Fußball zurück und wurde kurz darauf zum Assistenztrainer und später zum Cheftrainer von UD San Pedro in seiner Heimatregion ernannt.

## Erfolge
- 2006 – UEFA Cup – FC Sevilla